# Йоахин
Йоахин (Єгояхін) — син Йоакима, цар Юдейського царства з 9 грудня 598 до 15/16 березня 597  р. до н. е., тобто 3 місяці та 10 днів (2 Цар. 24:8).
Йоахин вступив на престол у віці 18-ти років в розпал війни проти Вавилону. Взимку 598/97 р. до н. е. він здав Єрусалим вавилонянам, які обложили місто. Навуходоносор вислав його разом з матір'ю, родиною, наближеними, рабами і 10 тисячами єврейських бранців — воїнів і ремісників — у Вавилон (2 Цар. 24:12). Його місце зайняв його дядько (чи брат Йоакима згідно з 2 Хр. 36:10) Седекія — ставленик Навуходоносора.
У 1900 році Роберт Кольдевай на півдні Вавилону знаходить архів з глиняних клинописних табличок. Йоахин та його п'ять синів чотири рази згадуються в цих палацових записах про щомісячну видачі провіанту і які відносяться до періоду правління Навуходоносора. Одна з них датована 592 р. до н. е. (13-й рік правління Навуходоносора і 6-й рік вигнання Йоахина). У 1933 році ці таблички вдалося прочитати. У цих записах Йоахин іменується «царем Юдеї», що свідчить про те, що він вважався полоненим правителем. Таблички знаходяться у Пергамон музеї м. Берліна.
Йоахин був ув'язнений 37 років, потім був звільнений вже насупником Навуходоносора — Амель-Мардуком і йому було надано почесне становище при дворі. Він помер у Вавилоні після 560 року до н.е. Сім'я Йоахина очолювала громаду єврейських вигнанців у Вавилоні, а його нащадки були на чолі тих, хто з дозволу перського царя Кира повернувся на батьківщину в 538 р. до н. е.